# Kutscherla
Die Kutscherla (russisch Кучерла) ist ein etwa 50 km langer rechter Nebenfluss des Katun, des linken und größeren Quellflusses des Ob im südwestlichen Sibirien. 

## Flusslauf
Die Kutscherla entspringt dem gleichnamigen Gletscher an der Nordwestflanke der Katun-Gebirgskette im zentralasiatischen Altai-Gebirge. Eine Besonderheit ist das milchig-weiße Wasser, das durch die Beimischung feinen Gesteinsmehls – der sogenannten Gletschermilch – entsteht.
Ebenso wie das im Osten benachbarte, fast parallel verlaufende Akkem-Tal ist das im Unterlauf noch grüne Hochtal ein wichtiger Zugang zur Belucha (4506 m), dem höchsten Gipfel im russischen Altai.
Die Zufahrt beginnt am Unterlauf des Katun bei Gorno-Altaisk, der Hauptstadt (und einzigen Stadt) der russischen autonomen Republik Altai, oder talaufwärts bei Inja, wohin die russische Fernstraße M52 Richtung Mongolei führt.
Das Tal der Kutscherla verläuft in vorwiegend süd-nördlicher Richtung. Von unten kommend, wo die Kutscherla mit einem Schwemmkegel in den Katun mündet, ist es vielfältig bewachsen und seine Hänge sind bewaldet. Der Aufstieg beginnt in etwa 900 m Höhe am Rand der Uimon-Steppe. Nach 35 km kommt man zum Kutscherla-See (1786 m) (⊙), dessen untere Ufer sich für ein Bergsteiger-Lager eignen. Etwas höher führt ein schmaler Steig über eine Scharte ins östlich benachbarte Akkemtal. Nach oben wird das Kutscherlatal durch eine Moränenlandschaft jenes Gletschers abgeschlossen, der die Westflanke der Belucha bedeckt.